# 이즈하 모토토모
이즈하 모토토모(出羽元倶, いずは もととも)는 모리 모토나리(毛利元就)의 6남으로, 어머니는 미요시 가문의 여성이다. 아명은 즈루호시마루(鶴法師丸), 마고시로(孫四郎). 동복형 도다 모토아키, 동복동생 스에쓰구 모토야스(末次元康)가 있다.
- 출생 : 고지원년(1555년)
- 사망 : 겐키2년 8월 10일(1571년 8월 30일)

이와미국 오치군 出羽二山(二つ山・二ッ山) 성주인 이즈하 모토스케의 양자가 되어 이즈하 성(出羽姓)을 썼다. 불과 17세에 요절한다. 법명은 天真常照禅定門.